# جاك مانشستر
جاك مانشستر (بالإنجليزية: Jack Manchester)‏ هو لاعب اتحاد الرغبي نيوزيلندي، ولد في 29 يناير 1908 في وايميت ‏ في نيوزيلندا، وتوفي في 6 سبتمبر 1983 في دنيدن في نيوزيلندا.

## وصلات خارجية
- جاك مانشستر عل موقع إسبنسكروم (الإنجليزية)